# Eduardo Kempf Schwade
Eduardo Kempf Schwade, noto anche con lo pseudonimo di Dudu (Feliz, 28 settembre 2002), è un calciatore brasiliano, centrocampista del Fénix.

## Caratteristiche tecniche
Di ruolo esterno sinistro, può giocare sia in difesa sia in posizione più avanzata.

## Carriera
Dudu è cresciuto nel settore giovanile della Juventude dove ha debuttato il 26 gennaio 2022 nell'incontro del Campionato Gaúcho perso 2-1 contro l'Internacional. Pochi mesi dopo è stato ceduto in prestito al Londrina, dove ha giocato 5 incontri in Série B. Rientrato alla Juventude, il 10 novembre ha debuttato in Série A contro il Flamengo.
Il 25 gennaio 2023 si è trasferito negli Emirati Arabi Uniti dove ha firmato un contratto con l'Ittihad Kalba. Dopo una sola stagione ha lasciato il paese per firmare con gli uruguaiani del Fénix.

## Statistiche

### Presenze e reti nei club
Statistiche aggiornate al 19 maggio 2024.
| Stagione        | Squadra         | Campionato      | Campionato | Campionato | Coppe nazionali | Coppe nazionali | Coppe nazionali | Coppe continentali | Coppe continentali | Coppe continentali | Altre coppe | Altre coppe | Altre coppe | Totale | Totale | Totale |
| Stagione        | Squadra         | Comp            | Pres       | Reti       | Comp            | Pres            | Reti            | Comp               | Pres               | Reti               | Comp        | Pres        | Reti        | Pres   | Reti   |        |
| --------------- | --------------- | --------------- | ---------- | ---------- | --------------- | --------------- | --------------- | ------------------ | ------------------ | ------------------ | ----------- | ----------- | ----------- | ------ | ------ | ------ |
| 2022            | Juventude       | PD/RS           | 3          | 0          | CB              | 0               | 0               |                    | -                  | -                  |             | -           | -           | 3      | 0      |        |
| 2022            | Londrina        | B               | 5          | 0          | CB              | 0               | 0               |                    | -                  | -                  |             | -           | -           | 5      | 0      |        |
| 2022            | Juventude       | A               | 2          | 0          | CB              | 0               | 0               |                    | -                  | -                  |             | -           | -           | 2      | 0      |        |
| 2022-2023       | Ittihad Kalba   | UAEL            | 7          | 0          | CU+CdL          | 1+0             | 0               |                    | -                  | -                  |             | -           | -           | 8      | 0      |        |
| 2024            | Fénix           | PD              | 9          | 3          | CU              | 1               | 0               |                    | -                  | -                  |             | -           | -           | 10     | 3      |        |
| Totale carriera | Totale carriera | Totale carriera | 26         | 3          |                 | 2               | 0               |                    | -                  | -                  |             | -           | -           | 28     | 3      |        |